# Strétenka
Strétenka (en rus: Стретенка) és un poble del krai de Primórie, a l'Extrem Orient de Rússia, que en el cens del 2010 tenia 343 habitants. Pertany al districte rural de Dalnerétxenski.